# تاربرت، هریس
تاربرت (به انگلیسی: Tarbert) یک روستا در بریتانیا است که در هبریدهای بیرونی واقع شده‌است.